# Lauri Pedaja
Lauri Pedaja (nacido el 4 de abril de 1987 en Rakvere) es un actor y estilista estonio. Debutó como actor en la película de 2007 Klass dirigida por Ilmar Raag, donde tuvo uno de los papeles principales. Asimismo, apareció varias veces en televisión.

## Filmografía
Televisión
| Año           | Título            | Papel                  | Notas               |
| ------------- | ----------------- | ---------------------- | ------------------- |
| 2008          | Tantsud tähtedega | el mismo               | Kanal 2             |
| 2009–2010     | Ohver             | Roomet                 | Web series          |
| 2010          | Ühikarotid        | Kustav "Staff"         | Kanal 2             |
| 2010          | Klass: Elu pärast | Anders                 | serie de televisión |
| 2014          | Viimane võmm      | Arne                   | Kanal 2             |
| 2015–presente | Köök              | Fred                   | Kanal 2             |
| 2019          | Kättemaksukontor  | Tõnis Alejandro Mankel | TV3                 |

Cine
| Año  | Película          | Papel  | Notas                          |
| ---- | ----------------- | ------ | ------------------------------ |
| 2007 | Klass             | Anders | Película de Cultura de Estonia |
| 2012 | Vasaku jala reede | Adicto | Tallinn Skyline Productiones   |